# Rejencja Fryburg
Rejencja Fryburg (niem. Regierungsbezirk Freiburg) – jedna z czterech rejencji niemieckiego kraju związkowego Badenia-Wirtembergia. Główny urząd rejencji, prezydium (Regierungspräsidium) ma siedzibę we Fryburgu Bryzgowijskim. Prezydium rejencji podlega Ministerstwu Spraw Wewnętrznych (Innenministerium) Badenii-Wirtembergii.

## Geografia
Rejencja Fryburg leży w południowo-zachodniej części Badenii-Wirtembergii. Od południa graniczy ze Szwajcarią, od zachodu z Alzacją we Francji, od północy z rejencją Karlsruhe i od wschodu z rejencją Tybinga. Obecne granice otrzymała po reformie administracyjno-terytorialnej 1 stycznia 1973.

## Historia
Rejencja istnieje od powstania Badenii-Wirtembergii w 1952. Obejmowała wówczas dawny kraj związkowy Badenia. Do 31 grudnia 1972 nosiła nazwę Südbaden (pol. Badenii Południowej), zmieniono ją wskutek reformy, gdy na wschodzie wymieniono część obszarów z rejencją Tybinga.

## Podział administracyjny
Rejencja Fryburg dzieli się na:
- trzy regiony (Region)
- jedno miasto na prawach powiatu (Stadtkreis)
- dziewięć powiatów ziemskich (Landkreis)

Regiony:
| Lp. | Nazwa regionu            | Ludność(31 grudnia 2022) | Powierzchnia km² | Liczba miast na prawach powiatu | Liczba powiatów |
| --- | ------------------------ | ------------------------ | ---------------- | ------------------------------- | --------------- |
| 1   | Hochrhein-Bodensee       | 699.055                  | 2.755,88         | 0                               | 3               |
| 2   | Schwarzwald-Baar-Heuberg | 504.665                  | 2.529,02         | 0                               | 3               |
| 3   | Südlicher Oberrhein      | 1.118.969                | 4.072,11         | 1                               | 3               |

Miasta na prawach powiatu:
| Lp. | Nazwa miasta                                | Ludność (31 grudnia 2022) | Powierzchnia km² |
| --- | ------------------------------------------- | ------------------------- | ---------------- |
| 1   | Fryburg Bryzgowijski (Freiburg im Breisgau) | 236.140                   | 153,04           |

Powiaty ziemskie:
| Lp. | Nazwa powiatu            | Ludność (31 grudnia 2022) | Powierzchnia km² | Liczba gmin |
| --- | ------------------------ | ------------------------- | ---------------- | ----------- |
| 1   | Breisgau-Hochschwarzwald | 269.948                   | 1.378,33         | 50          |
| 2   | Emmendingen              | 170.996                   | 679,81           | 24          |
| 3   | Konstancja (Konstanz)    | 292.568                   | 817,97           | 25          |
| 4   | Lörrach                  | 233.027                   | 806,67           | 35          |
| 5   | Ortenau                  | 441.885                   | 1.860,30         | 51          |
| 6   | Rottweil                 | 142.593                   | 769,43           | 21          |
| 7   | Schwarzwald-Baar         | 217/181                   | 1.025,34         | 20          |
| 8   | Tuttlingen               | 144.891                   | 734,37           | 35          |
| 9   | Waldshut                 | 173.460                   | 1.131,13         | 32          |

## Prezydenci rejencji
- 1967–1979 Hermann Person
- 1979-1991 Norbert Nothelfer
- 1991-1998 Conrad Schröder
- 1998-2007 Sven von Ungern-Sternberg
- od 2008 Julian Würtenberger